# Сфинктер Кеннона — Бёма
Сфи́нктер Ке́ннона — Бёма (синонимы: правый сфинктер поперечной ободочной кишки, правый сфинктер Кеннона; англ. Cannon's ring, Cannon-Boehm sphincter; лат. sphincter flexurae coli dextrae) — утолщение циркулярных гладких мышц мышечной оболочки поперечной ободочной кишки в области её правого (печёночного) изгиба. Находится примерно на расстоянии одной трети длины поперечной ободочной кишки от её начала.

## Анатомические характеристики
Представляет собой резкое сужение поперечной ободочной кишки длиной 3—5 см. До сужения толщина поперечной ободочной кишки — 11—13 см, в районе сфинктера — 3—4 см, после сужения — 9—19 см. Толщина циркулярного мышечного слоя в районе сфинктера равна 519±30,4 мкм, в то время как до и после сфинктера толщина мышечного слоя равна 190±10,46 мкм и 179±7,46 мкм, соответственно.
Сфинктер при эндоскопических исследованиях наблюдается не часто (примерно в 5 % случаев) и имеет треугольную форму.

## История открытия
Уолтер Кеннон при  рентгенологических исследованиях на кошках в 1902 году описал кольцо сжатия, делящее поперечную ободочную кишку на две части. В первой части находились тяжёлые, спрессованные комки, а во второй — относительно мягкое содержимое. Артур Бём в 1911 году уточнил, что кольцо сжатия располагается на границе проксимальной и средней части поперечной ободочной кишки и в этом месте имеется задержка в продвижении содержимого и что при рентгенографии видно, что в районе сфинктера происходит как бы разделение поперечной ободочной кишки контрастным веществом на две части.

## Этимология
Сфинктер назван в честь:
- американского физиолога Уолтера Брэдфорда Кеннона (1871—1945);
- немецкого врача Артура Бёма (нем. Arthur Böhm; р. 1878).